# Ибарра, Мануэль
Мануэль Франсиско Ибарра Вальдес (исп. Manuel Francisco Ibarra Valdez; род. 18 ноября 1977, Гранерос, Чили) — чилийский футболист, полузащитник. Известен по выступлениям за «Универсидад де Чили». Участник Олимпийских игр 2000 года в Сиднее.

## Клубная карьера
Ибарра начал карьеру выступая за клубы «Кокимбо Унидо», «Сантьяго Морнинг» и «Депортес Мелипилья». В 2004 году он перешёл в «Универсидад де Чили» в составе которого в том же году выиграл чилийскую Примеру. В следующем сезоне Мануэль помог команде завоевать серебро чемпионата. В 2006 году он покинул «Универсидад де Чили» и следующие два сезона играл за «Кобресаль» и «Унион Эспаньола». В 2008 году Ибарра завершил карьеру в клубе «Аудакс Итальяно».

## Международная карьера
В 2000 году Ибарра в составе олимпийской сборной Чили принял участие в Олимпийских играх в Сиднее. На турнире он сыграл в матче против команды Марокко.

## Достижения
Командные
 «Универсидад де Чили»
- Чемпионат Чили по футболу — Апертура 2004

Международные
 Чили (до 23)
- Летние олимпийские игры — 2000